# Ivan Piddubni
Ivan Maxímovitx Piddubni, també anomenat Ivan Paddubny/Paddoubny - en ucraïnès: Іва́н Максимович Підду́бний - (Bohodúkhivka, 8 d'octubre de 1871 - Ieisk, Rússia, 8 d'agost de 1949) va ser un lluitador ucraïnès d'origen cosac. Començà la seva carrera esportiva al voltant de 1900, i aquesta va durar més de 40 anys. Va ser campió del món de lluita de manera contínua de 1905 a 1909. Rebé diversos títols honorífics de la Unió Soviètica.